# Homalopsis buccata
Homalopsis buccata är en ormart som beskrevs av Carl von Linné 1758. Homalopsis buccata ingår i släktet Homalopsis och familjen snokar.
Arten förekommer i Sydostasien från Bangladesh och Myanmar till Vietnam samt över Malackahalvön till Borneo, Sumatra, Java och Sulawesi. Individer simmar ofta i vattendrag, diken eller andra vattenansamlingar. Homalopsis buccata vilar under dagen i jordhålor vid strandlinjen och den letar på natten efter föda. Födan utgörs av fiskar som kanske kompletteras med grodor och kräftdjur. Honor lägger inga ägg utan föder levande ungar.
Denna orm och andra släktmedlemmar jagas intensiv i Kambodja för köttets och hudens skull. Hela populationen är däremot stor. IUCN kategoriserar arten globalt som livskraftig.

## Underarter
Arten delas in i följande underarter:
- H. b. nigroventralis
- H. b. buccata